# Indiens premierministre
Premierministre af Republikken Indien:
| Nr   | Billede | Navn                                        | Fra               | Til               | Parti                  |
| ---- | ------- | ------------------------------------------- | ----------------- | ----------------- | ---------------------- |
| 1    |         | Jawaharlal Nehru                            | 15. august 1947   | 27. maj 1964†     | Indiske Kongresparti   |
| -    |         | Gulzarilal Nanda (agerende premierminister) | 27. maj 1964      | 9. juni 1964      | Indiske Kongresparti   |
| 2    |         | Lal Bahadur Shastri                         | 9. juni 1964      | 11. januar 1966†  | Indiske Kongresparti   |
| -    |         | Gulzarilal Nanda (agerende premierminister) | 11. januar 1966   | 24. januar 1966   | Indiske Kongresparti   |
| 3    |         | Indira Gandhi                               | 24. januar 1966   | 24. marts 1977    | Indiske Kongresparti   |
| 4    |         | Morarji Desai                               | 24. marts 1977    | 28. juli 1979     | Janatapartiet          |
| 5    |         | Charan Singh                                | 28. juli 1979     | 14. januar 1980   | Janatapartiet (sv)     |
| (3)  |         | Indira Gandhi                               | 14. januar 1980   | 31. oktober 1984† | Indiske Kongresparti   |
| 6    |         | Rajiv Gandhi                                | 31. oktober 1984  | 2. december 1989  | Indiske Kongresparti   |
| 7    |         | Vishwanath Pratap Singh                     | 2. december 1989  | 10. november 1990 | Janata Dal             |
| 8    |         | Chandra Shekhar                             | 10. november 1990 | 21. juni 1991     | Samajwadi Janata Parti |
| 9    |         | P. V. Narasimha Rao                         | 21. juni 1991     | 16. maj 1996      | Indiske Kongresparti   |
| 10   |         | Atal Bihari Vajpayee                        | 16. maj 1996      | 1. juni 1996      | Bharatiya Janata Parti |
| 11   |         | H. D. Deve Gowda                            | 1. juni 1996      | 21. april 1997    | Janata Dal             |
| 12   |         | Inder Kumar Gujral                          | 21. april 1997    | 19. marts 1998    | Janata Dal             |
| (10) |         | Atal Bihari Vajpayee                        | 19. marts 1998    | 22. maj 2004      | Bharatiya Janata Parti |
| 13   |         | Manmohan Singh                              | 22. maj 2004      | 26. maj 2014      | Indiske Kongresparti   |
| 14   |         | Narendra Modi                               | 26. maj 2014      | Nuværende         | Bharatiya Janata Parti |

† = Døde i embedet/Myrdet